# Hardstyle
Hardstyle ist ein Subgenre der elektronischen Musik, das aus einer Kombination von Hard Trance mit Hardcore-Techno-Elementen entstanden ist.

## Merkmale
Hardstyle ist mittlerweile eigenständig und hat auch mit seiner ursprünglichen Form, wie oben genannt, nur mehr wenig gemeinsam. Hardstyle liegt bei etwa 150 bpm. Es muss eine Unterscheidung zwischen dem klassischen Hardstyle (in der Szene stark populär bis etwa 2009) und modernerem Hardstyle gemacht werden. Einige typische Sounds wie der "Reverse Bass" wurden abgelegt und die Liedstruktur verändert. Der typische Aufbau des klassischen Hardstyles verläuft nach folgendem Muster:
- Das klassische Intro, welches meist nur aus wenigen Hi-Hats und Beats besteht.
- Abstrahiertes, meist nur mehr mit wenigen Tönen gespieltes, chaotisches Motiv (z. B. können zwei unterschiedliche Motive übereinandergelegt werden.)
- Melodisches, meist mit wenigen Samples bearbeitetes Motiv
- Das „Out-Going“ verläuft fast identisch wie das Intro.

Der moderne Aufbau orientiert sich meist am folgenden Muster; Abweichungen des Aufbaus zwischen Intro und Outro sind jedoch nicht ungewöhnlich:
- Ebenfalls das klassische Intro, welches hier aus der verkürzten Hardstyle-Kick, dem sogenannten "Tok" und Hi-Hats besteht und sich progressiv aufbaut.
- Die erste Anti-Climax, welche einem "Build-Up" folgt und meist aus einem chaotischen Motiv mit Screech-Sounds besteht.
- Melodisches Motiv, welches über ein "Build-Up" in die Climax übergeht und dort mit der Hardstyle-Kick harmonisch begleitet wird (findet im Subgenre Rawstyle nicht statt).
- Eine weitere Anti-Climax (gelegentlich aggressiver oder chaotischer als die vorangegangene Anti-Climax)
- Das „Outro“ verläuft fast identisch wie das Intro.

Das typische an klassischem Hardstyle ist der Grundrhythmus, der two-step, bei dem die ursprüngliche Soundarchitektur eines klassischen Technosongs (Bass Drum, Hi-Hat, Snare Drum, Hi-Hat) benutzt wird, jedoch die Snare Drum klanglich z. B. an eine Reflexion von großen Hallenwänden erinnert. Dieser Trick verursacht beim Zuhörer den Eindruck, als ob die Musik eine besondere Durchschlagskraft hat. Häufig werden auch Claps, Hi-Hats und Snare Drum gemeinsam auf die Bassdrum gelegt, wie man es schon im Hardcore Techno/Gabber kannte, was den „verhärtenden“ Effekt noch steigert. Dies ist auch der Grund, warum Hardstyle in einigen Fällen im Gegensatz zu Hardcore Techno auf Übersteuerung verzichten kann.
Auch das verspielte Hantieren mit Beats, Bassline (Offbeat), Snaredrums und Co. sind für diese klassische Form charakteristisch aber nicht zwingend. Zusätzlich sind in späteren Werken die Kicks sowie der Bass an die Melodie angepasst und haben somit auch den Zweck einer sekundären Begleitung. Ein weiteres Merkmal sind die abrupten Aussetzer des Rhythmus (Break) und dessen ebenso abrupte „Rückkehr“; auch müssen Rhythmus und Motiv nicht im selben Tempo sein.
Im modernen Hardstyle wurde, wie oben erwähnt, der "Reverse-Bass" nicht mehr benutzt. Dies wurde damit ausgeglichen, dass die Kick einen sehr viel längeren und voluminöseren Klang bekam, der in der Tonhöhe variieren kann. Es gibt allerdings noch moderne Formen des Reverse-Bass-Hardstyles, welcher auch regelmäßig auf Festivals, wie Defqon.1 und Qlimax gespielt wird.
Einige Hardstyle-Produzenten und -Fans lehnen die moderne Form ab und sehen nur den "Reverse-Bass" als richtigen Hardstyle an.
Die Samples sind seit Beginn an typisch aus Filmen oder populären genrefremden Musikstücken entnommen und werden je nach Künstler sinnbezogen eingesetzt oder dienen zur weiteren musikalischen und stimmungsunterstreichenden Untermalung ohne textlich logischen Zusammenhang. Zunehmend werden vor allem im Euphoric Hardstyle die Liedtexte direkt von Vocalists oder dem Künstler selbst eingesungen. Auch diese vermitteln überwiegend lediglich Inhalt durch Stichworte ohne Kohärenz im Kontext, wie im Sampling üblich.

## Geschichte
Es ist zu beachten, dass die Auslegung von Begriffen zur Kategorisierung eines Musik-Subgenres oft regional abhängig ist und von der örtlichen Szene stark geprägt werden kann. Entsprechend kann es auch verschiedene Varianten zur Entstehungsgeschichte geben.
Die Ursprünge des Hardstyles liegen unverkennbar im Hard Trance zur Zeit der Jahrtausendwende. Einige deutsche, italienische und niederländische DJs produzierten zunehmend Tracks mit wesentlich stärker verzerrten Beats als die im Hard Trance üblichen nahezu unmodulierte Bassdrum. Zudem verschwanden die Hi-Hats im Off-Beat und Screeches orientierten sich am Hardcore Techno. Der Synthesizer-Wellenform der SuperSaw wurde beibehalten, ebenso wie das Konzept der Überlagerung von Snares und Claps auf den Kicks. Die ersten Tracks waren sehr repetitiv und einfach gehalten ohne melodischen Motive. Einflüsse aus dem Hardcore Techno und dem Acid House sind bei den frühen Tracks noch gut erkennbar.
Während Hardstyle um das Jahr 2000 noch in Szeneclubs Beliebtheit erfuhr, gewann er zunehmend an Popularität und spaltete sich vom Hard Trance mit der Zeit immer mehr ab. Labels wie Q-Dance wurden gegründet und jährlich stattfindende Festivals organisiert wie die Qlimax, Defqon.1 und X-Qlusive.
Um 2005 hatte sich der Hardstyle vollständig etabliert, melodische Elemente waren der Standard und stark verzerrte Kicks mit lang klingendem Ausläufer lösten den Reverse-Bass zunehmend ab. Produzenten wie Showtek und Headhunterz waren einem breiten Publikum bekannt und machten den Nustyle massentauglich. Melodien waren typisch einfach gestrickt, im Vergleich zu früher aber aufwendiger und weniger dunkel.
In den folgenden Jahren begannen einige Produzenten wieder auf die rohe Eigenschaft des frühen Hardstyles zu setzen. Der Anti-Climax war beliebt, und Screeches fanden wieder häufiger Verwendung. Die zunehmende Popularität dieser harten Charakteristik spaltete das Genre in den Rawstyle und den Euphoric Hardstyle.
Um 2011 waren die beiden Lager nun soweit getrennt, dass sich Labels nun gänzlich auf eines dieser Subgenres fokussierten und Festivals die Stages dahingehend aufteilten. Auf der einen Seite stand nun der kitschig-melodische Euphoric Hardstyle und auf der anderen der am Early Hardstyle orientierte Rawstyle.
Die Produzenten des Hardstyles stammen nach wie vor überwiegend aus den Niederlanden und Italien; es ist zu beobachten, dass zunehmend internationale Produzenten in den Fokus rücken. Populäre Festival-DJs bauen immer häufiger Hardstyle-Tracks in ihre Sets ein und machen diesen damit einem immer breiterem Publikum zugänglich.
Seit 2014 macht sich eine Rawstyle-Welle bemerkbar, bei der die Produzenten aufgrund ihrer unkreativen Gestaltung der Tracks kritisiert werden. Hauptkritik liegt auf der immer gleichen Verwendung von Screeches, Kickrolls und erzwungenen Konkurrenz, möglichst am härtesten zu klingen. Die Unterschiede zum Hardcore Techno lägen teilweise lediglich im Tempo.
Um 2017 herum fand die Bassline aus dem Psytrance Einzug in die Hardstyle-Szene. Hauptsächlich propagiert von dem Lied "The Project" von Sub Zero Project wurde sie immer beliebter und immer mehr Produzenten verwenden eine harte Psy-Bassline im Midintro. Diese Art von Hardstyle wird auch Psystyle oder Hardpsy genannt.

## Sub Genres

### Early-Hardstyle
Charakteristisch für Hardstyle in seiner ursprünglichen Form (umgangssprachlich inzwischen „Early-Hardstyle“, seltener auch „Old-School-Hardstyle“ genannt) sind harte Beats und in den meisten Fällen der hardstyle-typische Reverse-Synth, ein monotones, meist effektiertes Synthesizergeräusch im Off-Beat mittlerer bis tiefer Frequenz, das rückwärts gespielt der Bassdrum angehängt wird. Beide Klänge werden technisch meistens so bearbeitet, dass sie akustisch miteinander verschmelzen und dieser sogenannte „Reverse-Bass“ beim Hörer einen harten, druckvollen und meist rhythmischen Klangeindruck erzeugt. Nicht selten kommt beim Early-Hardstyle der bereits in den 90er Jahren, vorwiegend beim Hardcore Techno verwendete Hoover-Sound in unterschiedlichen Modulationen zum Einsatz. Diese ursprüngliche Form des Hardstyles ist aufgrund des monotonen Reverse-Basses zum Spielen von Noten weniger geeignet. Melodien spielen deshalb nur eine untergeordnete Rolle.

### Nu-Hardstyle (Euphoric Hardstyle)
Seit etwa 2005 tritt in Hardstyle-Tracks häufig eine neue Variante von Beats auf. Dabei wird dem eigentlich kurzen Beat ein Offbeat direkt angehängt, der (meist erzeugt durch einen simplen Synthesizer mit Effektierung) in der Lage ist, Noten zu spielen. Dadurch wirkt es, als würde der Beat selbst die Tonlage ändern, wobei dieser die Tonlage gar nicht ändert. Aus dem Klang entwickelte sich auch die heute gewöhnliche und charakteristische Hardstyle-Kick. Durch diese Technik ist es möglich, in Tracks mehr Harmonien unterzubringen, wie es z. B. im Hard Trance üblich ist (Bassline). Dies blieb, wie oben beschrieben, im ursprünglichen Hardstyle meist aus. Die Technik, diesen Subbass einzusetzen, bezeichnet man mittlerweile als „Nu-Hardstyle“, „Nu-Style“, die modernere Form, in der der Subbass weggelassen wird und nur die Kick in der Tonhöhe variiert und begleitet, nennt sich Euphoric Hardstyle. Einige Hardstyle-Fans lehnen diesen Stil ab, da er ihrer Meinung nach das Genre zu „weich“ und kommerziell macht. Einige der bekanntesten Vertreter des Nu-Style sind Headhunterz (seine frühen Werke), Wasted Penguinz, Brennan Heart und Coone, die diese Technik in fast allen ihrer Tracks einsetzten, jedoch heute mit der modernen Hardstyle-Kick arbeiten. Derzeit werden hauptsächlich Euphoric-Hardstyle-Tracks publiziert, der klassische Hardstyle wurde seit 2008 nahezu komplett von der Bildfläche verdrängt und wird kaum noch produziert.

### Raw-Hardstyle
Raw-Hardstyle oder Rawstyle ist eine Stilrichtung des Hardstyles, welche sich dadurch auszeichnet, dass sie härter und wesentlich weniger melodisch ist als Nu-Hardstyle.
Die Geschwindigkeit liegt wie beim Early und Nustyle gewöhnlich um 150 bpm und der Aufbau eines Tracks ist ebenfalls ähnlich. Der Unterschied zu den alternativen Stilen besteht in der Verwendung von „harten“ Elementen, wie kreischenden und quietschenden Synths (u. a. sog. Screeches) und Industrial-Elementen.
Die härtere Charakteristik wird vor allem erreicht durch eine starke Hervorhebung der Bassdrum, die in den meisten Tracks sehr dominant heraussticht und in der Regel einen betont kräftigen Punch, tiefe verzerrte Bassresonanzen und einen ebenfalls sehr dunklen, flatternden Ausläufer (tail) hat. Der wesentliche Unterschied zur Hardstyle-Kick im Nu-Style ist, dass die Kick selten über eine bestimmbare Tonhöhe verfügt. Über die Kick können zusätzlich die Snaredrum, Hi-Hats und Claps gelegt werden, die diese nochmals voller und massiver klingen lassen; auch stark verzerrte Kicks, die typisch für den Hardcore Techno sind, finden Einsatz.
In früheren Rawstyle-Tracks fand wie im Early Hardstyle hauptsächlich der Reverse-Bass Verwendung.
Ein weiteres Charakteristikum für den Rawstyle ist der kreischende oder quietschende Lead-Synth, der entweder passend zur Kick niedrige Frequenzen hervorhebt, oder als Kontrast zu diesem mittlere und höhere. Eine starke Modulation lässt den Lead beabsichtigt oft sehr misstönig klingen.
Zudem wird der Synth des Öfteren nur als begleitendes Element zur Kick genutzt, im Gegensatz zum Nustyle, bei dem die Gewichtungen vertauscht sind. Der Synth spielt meist keine großen melodischen Motive; melodiegebende Instrumente sind in einigen Tracks vorwiegend Screeches, kürzere dissonant quietschende Geräusche. In dieser Hinsicht entfernt sich der Rawstyle von seiner Ursprungsform, indem vermehrt auf diese rohe Eigenschaft gesetzt wird, auch sind heutige Tracks sehr Industrial-lastig.
Weiterhin ist für viele Rawstyle-Tracks die Anti-Climax typisch. Auf dieser wird wie auf den normalen Höhepunkt, die Climax, langsam steigernd aufbauend hingeleitet, diese ist jedoch im Gegensatz dazu nach dem Drop stark abstrahiert und enthält in der Regel bis auf die Kick, Screeches und begleitende Elemente keine klimaktische Melodie und Begleitung.
Der heutige Rawstyle entwickelte sich aus härteren Versionen des Hardstyles und bekam um 2011 mit dem Auftreten von DJs, die sich auf diesen Stil fokussierten, seine Bezeichnung. Heute hat sich der Rawstyle etabliert; es gibt eigene Labels wie Spoontech Records, Theracords, Minus is More, Gearbox Digital und Scantraxx BLACK, Produzenten wie Digital Punk, Radical Redemption, Warface, E-Force und Regain sowie Festivals wie QAPITAL, Loudness, Supremacy, Fatality und Bass Academy Bootcamp Festival, die sich rein auf Rawstyle konzentrieren.
In den letzten Jahren ist auch verstärkt der sogenannte Xtra Raw in Erscheinung getreten. Im Kern leitet sich Xtra Raw von stark Raw-Hardstyle ab und geht mehr in die experimentelle Richtung. Neue Kick-Variationen mit Einflüssen aus anderen Genres wie z. B. Psytrance. Die Kicks besitzen meist ein breites Bassspektrum (sprich im Frequenzbereich von 20 Hz – 50 Hz). Zusätzlich wird viel mit Kickrolls gearbeitet. Die Kicks werden stellenweise außerhalb des üblichen Taktrhythmus gespielt. Dies soll als rhythmisches Instrument dienen (gutes Beispiel Delete & Tha Watcher - Payback).

### Dubstyle
Dubstyle ist eine 2010 entstandene Kombination aus Dubstep und Hardstyle. Hierbei wird ein Dubstep-Part in den hauptsächlich vom Hardstyle geprägten Song eingebaut. Zwei bekannte Beispiele hierfür sind Headhunterz & Brennan Heart – The MF Point of Perfection und Psyko Punkz feat. Murda – Trippy Hippie.

### Subground
Subground ist ein Subgenre des Hardstyle sowie anderer Stilrichtungen der elektronischen Tanzmusik, das im Bereich von 130–135 bpm angesiedelt ist. Im Gegensatz zum Hardstyle ist der Sound aggressiver und hat weniger Melodiepausen, dafür mehr Crescendo-Abschnitte. Der Climax kommt unerwartet. Insgesamt wirkt der Bass hüpfend. Subground entstand in Italien und wurde erstmals im Februar 2011 gespielt. Der erste Song, der in dieser Richtung veröffentlicht wurde, war Darron von Activator. Auf der Defqon.1 2011 spielte Activator Subground zum ersten Mal vor einem großen Publikum. 2014 hatte die Q-Base eine eigene Bühne sowie eine eigene Hymne für das Genre.

### Psystyle
Psystyle ist eines der neueren Subgenres des Hardstyle. Es handelt sich hierbei um eine Mischung aus Hardstyle und Psytrance und liegt im Geschwindigkeitsbereich von 140–150 bpm. Etwa ab 2016 entstanden die ersten Veröffentlichungen, die sich zu dem Genre zuordnen lassen. Größere Bekanntheit innerhalb der Szene erlange das Genre im Jahr 2017 durch die Single "The Project" von Sub Zero Project. Markant sind hierbei die Psy-Elemente innerhalb des Drops.
Typischerweise wird im Psystyle das rhythmische Motiv der Bassbewegung des Psytrance (meist Triolen) von der Hardstyle-Kick übernommen und imitiert.

## Stiltypische Hardstyle-Tracks
Early Hardstyle
- Warmduscher - Auf die Fresse
- Cosmic Gate - The Drums
- A.S.Y.S. - Acid Nightmare
- Zenith DJ – Energy 2002
- Deepack vs. Luna – Kick This Mutha
- Thomas Trouble – Echoes (Michael Fusseder Mix)
- K.A.M. – Frequency (Direct Mix)
- Ultrasonic – Rock Da Place

Nu-Style
- The Nasty Boyz – Angel
- D-Block & S-te-Fan – Music Made Addict
- Josh & Wesz – Like Thiz
- Headhunterz – Psychedelic
- Headhunterz – Last Of The Mohicanz
- Scope DJ – Lockdown
- The Pitcher – I Just Can't Stop
- Bass Modulators – Music Is My Life (Original Mix)
- Brennan Heart & Wildstylez - Lose my Mind

Rawstyle
- Radical Redemption – Brutal 5.0
- Digital Punk – Rest in Hell
- Delete – Ghetto
- E-Force – Seven

Xtra Raw
- Delete & Tha Watcher - Payback
- Malice & Krowdexx - Rawstars
- Rooler - Martyr (Anderex Remix)
- Thyron, Luminite, MC Focus - Rise of the Underground
- Unresolved - Slam

Dubstyle
- Headhunterz & Brennan Heart – The MF Point Of Perfection (Original Dubstyle Mix)
- Bioweapon – Bass Power (Farly Dubstyle Remix)
- Pavelow – Soundflip
- Atmozfears – Take Me Away
- Ephixa feat. Veela – Fall Silently
- Brennan Heart & Kayzo - Untouchable

Big Room Hardstyle
- Headhunterz and W&W – Shocker
- Nicky Romero – Toulouse (Headhunterz Remix)
- Crypsis – Break Down Low
- Showtek & Noisecontrollers – Get Loose
- Benny Benassi – Back To The Pump (Technoboy Remix)

Euphoric Hardstyle:
- Max Enforcer – Lost in Paradise
- Refuzion – Without You
- Da Tweekaz – Real Love
- Bass Modulators feat. Vice – Save The Day
- Code Black & Atmozfears – Accelerate
- Toneshifterz feat. Chris Madin – Last Night
- Coone feat. David Spekter – Faye
- Sound Rush – Lifetime

Psystyle
- Sub Zero Project - The Project
- Code Black - Pandora (Psy Edit)
- Tonershifterz - Psystyle
- Warface - FTP (E-Force Remix)
- Wildstylez - Children Of Drums
- D-Block & S-te-Fan and Rebourne - Louder (LOUD Edit)
- Billx - Pagan Totem (Psy Edit)
- Billx - Tree Of Life

## Bekannte Interpreten
- A-lusion
- Adrenalize
- Adaro
- Atmozfears
- Blutonium Boy
- Brennan Heart
- Code Black
- Coone
- Da Tweekaz
- D-Block & S-te-Fan
- D-Sturb
- DJ Isaac
- Frequencerz
- Frontliner
- Gunz for Hire
- Headhunterz
- Keltek
- Max Enforcer
- Noisecontrollers
- Project One
- Psyko Punkz
- Ran-D
- Showtek
- Sound Rush
- Sub Zero Project
- Tatanka
- Technoboy
- The Prophet
- Tuneboy
- Wildstylez
- Wasted Penguinz
- Zany
- Zatox

(Quelle:)

## Bekannte Hardstyle-Labels
- Niederlande: Art of Creation, Be Yourself Music, Dutch Master Works, Fusion Records, I AM HARDSTYLE, Keep It Up Music, Minus is More, Roughstate, Scantraxx, Theracords, Unlocked Records, Q-Dance Records
- Belgien: Dirty Workz
- Deutschland: Blutonium Records, Hardnation Records, Tunnel Records, Hardbeatz Records, Harder Stylez Records, Davaro Records, Neptun Records, Musical Awareness Records, Infected Section Records, EDM-Unity
- Australien: Spoontech Records
- Italien: Activa, BLQ Records, Dance Pollution, Saifam, Titanic Records, Zanzalabs, Scantraxx Italy, Italian Hardstyle, Unite Records, White Blood Records
- Großbritannien: Bionic Digital Recordings, Gearbox Digital
- Österreich: Darkstyle Traxx, Hot Score Records, Austrocore, Hardfusion, Hard Music Records, D3-Structive Records, Sikkdome
- Schweiz: ETX Editiontraxx, Sector Beatz, Swiss Masterworks
- Frankreich: Akkros Records, Hexablast Records, Invaders Records
- Schottland: Gearbox Digital

(Quelle:)

## Bekannte Events
Qlimax und Defqon.1, zwei Festivals des Veranstalters Q-Dance, gehören zu den weltweit größten Events des Genres. Während Defqon.1 weiterhin jährlich - wie die meisten Hardstyle-Festivals - in den Niederlanden stattfindet, fand Qlimax im November 2024 mit "Qlimax - The Final Prophecy" sein Ende.

### Deutschland
In Deutschland gehört das Syndicate Festival in Dortmund sowie das Toxicator in Mannheim und IMPAQT (ehem. Q-Base) in Weeze zu den größten Events der Szene. Vereinzelt haben große Festivals der elektronischen Tanzmusik eigene Bühnen, bei denen Hardstyle aufgelegt wird. Ein Beispiel hierfür ist das jährliche Airbeat One Festival in Neustadt-Glewe, auf dem es seit 2016 eine Bühne des niederländischen Musikveranstalters und Plattenlabels Q-Dance gibt, auf der Hardstyle präsentiert wird. Diese Q-Dance Stage ist die zweitgrößte Bühne des Festivals. Seit 2017 wird jedes Jahr in Mannheim Brennan Hearts I AM HARDSTYLE ausgetragen.

### Schweiz
In der Schweiz gilt als das bekannteste Event die Sonic in Wolfwil, die seit 2000 jährlich ein- bis zweimal durchgeführt wird. Neben Hardstyle und Hardcore Techno gibt es einen Remember-Bereich, in dem vor allem Techno und Trance aus den 1990er Jahren gespielt wird sowie einen großen Mainfloor, in dem bekannte DJs wie DJ Tatana, DJ Proteus und DJ Luna auflegen. Durchgeführt wird die Sonic von Hannibal Events.

### Österreich
In Österreich gilt als das bekannteste Eventreihe – Heroes of Hardstyle – das inzwischen bereits viermal umgesetzt wurde.
Seit 2014 gibt es auch auf dem Electric Love Festival in Salzburg eine eigene Hardstyle-Stage (2015 bis 2021 hosted by Q-Dance).
Seit 2017 findet das Shutdown Festival im stillgelegten Atomkraftwerk Zwentendorf statt.
Ebenfalls seit 2017 gibt es in der Marx Halle einen Ableger von der I AM HARDSTYLE, die mit demselben Konzept sowie Stage design vom Original in Mannheim abgeleitet wird.

### Chile
Auch in Südamerika erfreut sich der Hardstyle großer Beliebtheit. Ein Ableger des Mystery Land sowie Defqon 1 Chile ( früher "The Sound of Q-Dance") finden in Chile statt, letzteres zum letzten Mal im Jahre 2016.
Weitere größere Events sind:

### ID&T
- Mystery Land
- Sensation Black (Seit 2008 nur noch als „Black“ bekannt)
- Tomorrowland

### b2s
- Decibel Outdoor
- Hard Bass (fand 2019 das letzte Mal statt)
- Thrillogy
- Euphoria
- Knock Out
- Loudness
- Remember
- 1992is4you
- Pussy Lounge
- back2school
- hardcore4live
- Parkzicht

(Quelle:)

### Q-Dance
- Defqon.1 Australia
- Defqon.1 Chile
- The Sound of Q-dance Chile
- The Sound of Q-dance LA
- FreaQshow (Fortsetzung des Events „The Final Qountdown“, fand 2017 das letzte Mal statt)
- In Qontrol (fand 2010 zum letzten Mal statt)
- The Qontinent (in Kooperation mit Bass Events)
- IMPAQT (Fortsetzung des Events "Q-Base")
- QORE 3.0 (fand 2012 das letzte Mal statt)
- Qountdown (zum Jahreswechsel 2011/2012 fand das Event unter dem Namen „The Final Qountdown“ statt)
- X-Qlusive
- Qapital
- IQON (fand das erste und letzte Mal am 20. April 2013 am Sydney International Dragway statt.)
- QULT
- EPIQ NYE (Fortsetzung des Events „WOW WOW“ seit 2019)
- WOW WOW (Fortsetzung des Events FreaQshow, die wiederum nur einmalig 2018 mit einem Hotel Konzept stattfand)
- Q-dance at Tomorrowland
- Q-dance at Tomorrowworld
- Q-dance at Mysteryland
- Q-dance at Mysteryland Chile
- Nirvana of Noize
- Dominator

(Quelle:)

### Bass Events
- Reverze
- Bassleader
- Bass Events NYE
- The Qontinent (In Kooperation mit Q-Dance)[17]

### I-Motion
- Syndicate
- Toxicator
- Nature One[18]